# Tor (déu)
|  | Per al superheroi homònim, vegeu Thor (Marvel) |

Segons la mitologia escandinava, Tor (en norrè Þórr;  també conegut fora d'Escandinàvia sobretot com a Donnar) era el déu més venerat a les tribus germàniques almenys des dels primers registres escrits fins als últims bastions del paganisme germànic en l'època vikinga tardana. La majoria dels mites germànics el mencionen o se centren en les seves fites i a les narracions i de les Eddes fa el paper de protector del Midgard, el món dels homes.
La seva arma és un martell que es llança, anomenat Miòlnir, del qual es feren còpies com a amulet que després es convertiren en un símbol pagà que desafiava la cristianització d'Escandinàvia.
Durant el procés de cristianització, i un cop finalitzat, la figura de Tor fou demonitzada per la creixent influència de missioners cristians. Després que el cristianisme cristal·litzés, el seu culte va quedar com a residu de forma clandestina principalment en àrees rurals, i àdhuc va sobreviure fins a temps moderns com a part del folklore germànic.

## Etimologia i orígens
El nom del déu és Þórr en nòrdic antic, Þunor en anglosaxó, Thunaer en saxó antic, Donar en neerlandès antic i alt alemany antic i þunraR en protonòrdic.
Totes aquestes formes deriven del protogermànic Þunraz. Té el mateix origen que la paraula tro en anglès: thunder, així com la paraula alemanya Donner, la neerlandesa donder, la sueca tordön i la danesa i noruega torden.
Els pobles indoeuropeus i posteriors tenien un déu del cel, llamps i trons. Tor sorgí probablement bo i heretant les principals característiques de les religions indoeuropees i es desenvolupà sota la idiosincràsia cultural i religiosa regional dels pobles germànics. Segons la teoria de Georges Dumézil hi havia tres déus principals entre els pobles indoeuropeus, cadascun amb una funció particular, i entre ells el déu del cel i el tro era qui ocupava la posició principal.
Tàcit, a la seva obra Germania, hi realitza una interpretatio romana a la cultura dels germans i identifica Donar amb Hèracles, per això pot deduir-se que les seves característiques essencials eren molt semblants. Com a personificació del poder i quant als seus atributs compartien moltes semblances, Tor amb un martell i Hèracles amb un bastó. A més a més, Tàcit menciona que els teutons adoren Hèracles amb cants que anomenen barditus, especialment abans de les batalles. Això pot comparar-se amb el que succeïa a l'antiga Àtica, on els atenesos acudien a l'oracle de Delfos aconsellats pels Peà cantant un conjur mític de victòria. Aquest cant de Peà passà al mite d'Apol·lo i el seu victoriós combat amb la serp Pitó.
Donar era el déu principal dels bataus amb el centre de culte al sud de les actuals Països Baixos a l'actula Nimega on s'han trobat dos temples i un altre al poble d'Elst. Certs autor els soldat romans l'associaven amb Hèrcules. A Germània Inferior s'han trobat braçalets, monedes i pedres amb inscripcions llatines que indicaven que havien estat ofertes com a ofrenes a Donar datant dels primers segles. Les inscripcions tenien gairebé totes el nom d'Hercules Magusanus. Inscripcions amb aquest nom han estat trobades a diversos llocs, com Houten, Tielland, Ubbergen i Westkappelleals Països Baixos, castra Vetera i Bonn a Alemanya i Roma a Itàlia. Donar un déu de la batalla, era particularment popular als bataus, que quan van entrar en l'exèrcit romà van estendre el seu culte a tot l'imperi romà.
La idea d'un déu del cel i la tempesta amb una arma que es podia llançar i amb un carro és una antiga imatge de Déu. La deïtat hitita Tessub és representada de forma molt semblant, tret que en comptes de tenir un martell té una destral, i el déu hindú Indra també posseeix un carro i la seva arma principal són els raigs. Àdhuc avui dia a Astúries, Espanya, el personatge mitològic del Nuberu és descrit com un ancià tort amb barba llarga que crea tempestes muntat sobre un carro tirat per llops.
A moltes pintures escandinaves en roques i làpides es troben figures masculines alçant martells o destrals. El martell de Tor a l'àrea nord d'Alemanya i el bastó de Donar al sud foren durant el paganisme tardà, posterior als petròglifs, un amulet de fertilitat, particularment femení.
Altres mites paral·lels de l'Inde és el de la lluita del déu del tro amb serps o dracs. En el cas de Tor combatent amb la serp del Midgard, per als grecs hi ha casos anàlegs com la lluita d'Apol·lo contra Pitó, Hèracles conra l'Hidra de Lerna, en la mitologia hitita el déu Tessub i la serp-drac Il·luianka, i en la mitologia hindú la lluita del déu Indra amb el drac Vritra, com així ho narra el Rig Vedà. El mite de la lluita amb la serp és una característica evient en totes aquestes cultures, com un símbol de lluita en la regió dominant.
Hi ha també cert paral·lelisme entre les formes de diàleg entre Tor i Odin a Hárbarðsljóð, amb els registrats entre Indra i Varuna d'acord amb el Rig Vedà. Segons Dumézil aquests diàlegs no mostren un to agressiu de conflictes entre diferents cultes, sinó més aviat una antiga forma de diàleg basat en la diferent natura dels déus i llur funció en diferents àrees.
La majoria de les característiques antropomòrfiques de Tor són comparables amb les d'Indra respecte al pèl i a l'ús de barba. Indra és ros, Tor és pèl-roig, i ambdós són en essència déus filantròpics.
Hi ha també semblances quant a la veneració d'arbres consagrats al déu del tro. Els germànics veneraven boscs sagrats i l'arbre del déu del tro era el roure. Per als grecs Zeus també governava sobre els trons, llamps i la pluja, i a vegades se'l coneixia amb el pseudònim de Tronant o Apleganúvols. Els roures eren els arbres consagrats a Zeus i àdhuc tenien un roure oracular a Dodona, el seu paral·lel romà Júpiter, qui també era adorat com déu de la pluja i el tro. Els eslaus veneraven aquests arbres, que eren consagrats al déu del tro Perun, de qui s'han trobat a Nóvgorod imatges del déu amb una destral amb raigs a la mà. Els lituans tenien per deïtat principal Perkūnas, déu del tro i del llamp, a qui, com tots els anteriors, també li eren consagrats els roures.

### Paganisme tardà
La idea de Tor entre els pobles germànics era uniforme, però hi hagué molts desenvolupaments i canvis, sobretot quant a posició, particularment entre el període romà, el període de les grans migracions i l'era vikinga. Odin ocupa la major posició dins el panteó nòrdic, tot reemplaçant l'antic déu del cel Týr, i Tor es troba en un nivell inferior de jerarquia, almenys segons ho narra la poesia escàldica. Tanmateix, Tor era el principal déu venerat pels camperols. Tenia temples, arbrades sagrades, i molts topònims encara presents majorment a Noruega, Suècia, Islàndia i Anglaterra fan referència al seu nom. La imatge d'Odin com a déu major era comuna principalment entre els nobles i en conseqüència es reflectia als poemes dels escalds, i va tenir gran impacte posteriorment a les Eddes, escrites el segle xiii. El procés de cristianització dels pobles i tribus germànics anava unit a la destrucció de tot allò que era pagà. Se'n conservà molt poca, d'informació sobre el déu. La major font d'informació sobre Tor es troba a les sagues islandeses i les Eddes. Això no obstant, moltes d'aquestes obres no varen salvar-se de la influència cristiana.

## Característiques

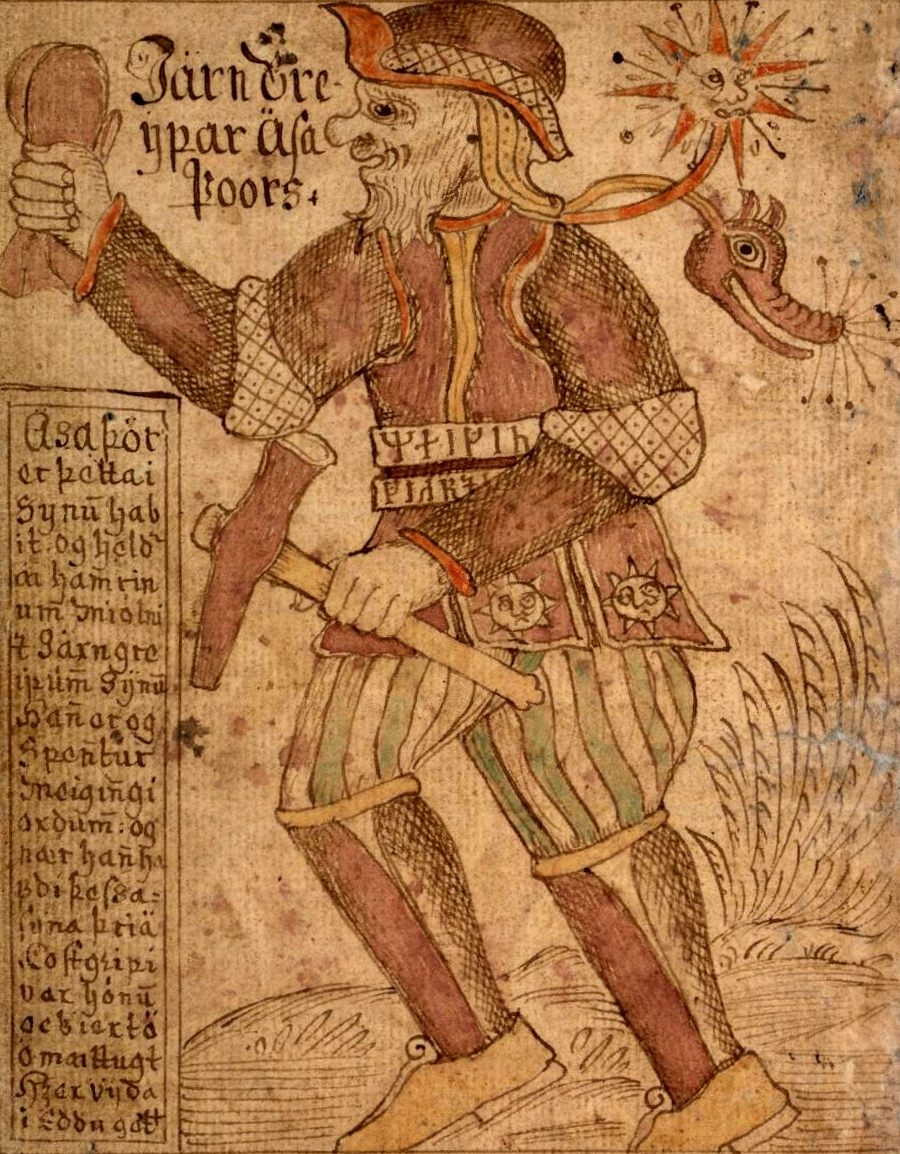
Tor amb el seu martell, Miòlnir, i el seu cinturó de força, Megingjörð, en un manuscrit islandès del

Tor tenia una gran àrea d'influència. Controlava des del clima i les collites fins a la consagració, la justícia, la protecció i les batalles. Per això molt sovint se'l considerava com una deïtat suprema. L'atribut més obvi del déu és el seu aspecte bèl·lic, molts mites el descriuen obrint-se pas amb el martell de guerra entre hosts de gegants. Tanmateix, Tor, en el paper de guerrer, fa un rol protector, a diferència d'Odin, que crida els seus seguidors a la batalla per a la mort i la glòria, per això Tor tingué un culte més estès entre les comunitats més pacífiques de camperols i artesans. Per als islandesos, Tor era el patró de la llei, i el þing obria els dijous en honor seu i era invocat en la majoria de juraments.
A Haustlöng, un dels kenningars per al déu, és "pensador profund", i si bé gairebé sempre s'estima més l'acció directa que no pas l'estratègia, molts mites il·lustren la seva saviesa, com és el cas del poema èddic Alvíssmál, en què Tor enganya el savi nan Alvíss, pretendent de la seva filla, amb una competència d'endevinalles que Tor s'encarrega d'estendre fins al matí perquè els primers raigs de sol convertissin en pedra el nan. A la saga de Gautrek s'hi narra que Tor desafia Odin sobre el destí del net de gegants, Starkad, amb una sèrie de malediccions que contraresten moltes de les benediccions que li atorga Odin. A més a més, Tor és associat amb les runes i amb la consagració, també és posseïdor d'habilitats màgiques, la resurrecció de les seves cabres, el seu canvi de mida i forma.
Com a déu del cel també té un paper de fertilitat. Es creia que els llamps de les tempestes d'estiu maduraven els cultius. El martell de la deïtat sobre la faldilla de la xicota, com es narra a Þrymskviða, suggereix un ritual de fertilitat i una interacció sibmòlica entre el cel i la terra.

## Genealogia
Tor és fill del déu major Odin i de la deessa Jörð, personificació de la Terra. La seva dona és Sif, amb qui tingué una filla: Þrúðr, qui és una valquíria, el nom de la qual significa "força" o "poder". Amb la gegant Járnsaxa tingué un fill: Magni, que significa "fort". També és pare de Móði, el nom del qual significa «ira», però no hi ha informació als mites sobre qui n'és la mare. Els noms dels seus fills semblen ser personificacions de tots els atributs que caracteritzen Tor. A més a més, el déu té un fillastre: Ullr, que és fill de Sif i del qual no se n'esmenta el pare.
Al pròleg evemerista de l'Edda prosaica també s'hi indica que té un fill amb Sif anomenat Lóriði, i es menciona unes disset generacions de descendents, però aquest pròleg és paòcrif i tenia la intenció de donar una possible explicació sobre com els Æsir varen arribar a ser adorats, des d'una òptica cristiana.

## Possessions

### Miòlnir

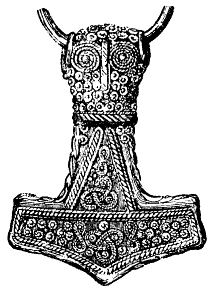
Il·lustració d'un martell de plata xapat en or trobat a Bredsätra, Öland, Suècia.

L'objecte més representatiu de Tor és el seu martell de guerra de mànec curt, anomenat Miòlnir, creat pels nans Sindri i Brokk. Té la propietat que mai no falla el seu objectiu i després de ser llançat torna sempre a les mans del seu propietari, a més a més, pot encongir-se i portar-se sense que es vegi a la roba i també pot ser utilitzat per llançar raigs. Per alçar el martell, Tor utilitza un cinturó que augmenta la força, anomenat Megingjörð, i un parell de guants especials de ferro. Miòlnir és la seva arma principal a l'hora de combatre els gegants, essent qualificada pels déus com el més preciós de tots els treballs dels nans i l'arma més poderosa que posseeixen els déus en llur defensa contra les forces de Jötunheimr. El martell es convertí en un símbol del déu i en un amulet i peça d'ornament molt popular durant l'època vikinga i icona del paganisme nòrdic i germànic.

### Carro
Tor viatja en un carro que és tirat per dues cabres: Tanngrisnir i Tanngnjóstr. Tenien la peculiaritat que Tor podia cuinar-los i després si necessitava continuar el viatge, cobria els ossos amb la pell i emprava el poder regenerador del seu martell per tornar-los a la vida. En una ocasió en què va demanar hostatge a la cabana d'uns camperols per a passar-hi la nit, cuinà els animals i un dels fills de la família, Þjálfi, trencà un dels ossos, així que quan Tor els tornà a la vida l'endemà, notà que un d'ells anava coix. La ira de Tor fou enorme i per resoldre el problema Þjálfi i la seva germana Röskva es convertiren en servents seus i l'acompanyaren en molts dels seus viatges. El poema escàldic Haustlöng narra que la terra era arrasada i les muntanyes s'esquerdaven quan Tor viatjava en carro.

### Bilskirnir
Tor viu a l'Asgard, el regne de Þrúðheimr -o Þrúðvangr-, que significa "llar de la força". Hi viu amb la seva dona, Sif, i els seus fills, en un palau anomenat Bilskirnir, que, segons és narrat a Grímnismál, és el més gran de tots els edificis i té 540 habitacions. Segons narra l'Hárbarðsljóð, tot i que és l'única font que el menciona, Tor hi rep els camperols i els esclaus morts.

## Mites

### Edda poètica

#### Völuspá
Völuspá és el primer poema de l'Edda poètica i un dels més coneguts. En aquest text Odin consulta una völva, qui li narra tot el seu coneixement sobre el passat i futur del món i Tor hi és mencionat en diverses ocasions.
La primera menció al déu es realitza quan es narra sobre com matà el gegant disfressat que havia reconstruït part de les muralles de l'Asgard i havia demanat Freia a canvi. Loki, qui havia maquinat aquell pla, finalment aconsegueix que el gegant no compleixi amb tota la construcció i per consegüent no pugui portar-se Freia. Tanmateix, el gegant es treu la disfressa i, enfurismat, amenaça els déus, però Tor no triga a aparèixer-hi i matar-lo amb el martell.
A més a més, sobre el final del poema se'n narren els fets que succeiran durant la batalla de la fi del món, el Ragnarök. La völva coneixedora del futur descriu els esdeveniments d'aquesta batalla i entre ells, la mort de Tor, que succeirà tan aviat com mati la serp gegant del Midgard, Jormungand, qui, en morir, deixa anar el seu verí sobre Tor, que recula nou passes i cau mort.

#### Hárbarðsljóð
A l'Hárbarðsljóð s'hi narra una disputa entre un barquer rude, anomenat Hárbardr, i Tor, qui tornava cap a l'Asgard després de combatre contra gegants a Jotunheim. El barquer sembla Odin disfressat, tot i que alguns comentaristes, com Vyktor Rydberg, argumenten que el paper sembla més adequat per al déu estafador: Loki.
Tor s'identifica i menciona la seva decadència mentre que el barquer diu que es diu Hárbardr. En la disputa verbal el barquer sembla que és més astut que Tor, perquè en sap molt, de les seves aventures, i les minimitza. Finalment es nega a atansar-se a la riba i ajudar-lo a sortir de la terra dels enemics, els gegants, allargant el diàleg i mofant-se'n, del déu, amb astuts i irritants comentaris.

#### Grímnismál
Al Grímnismál es fa una llista de les cases dels déus i entre elles es fa una breu menció a Tor, tot citant el lloc on vivia el déu, el seu palau, Bilskirnir, a Thrudheim. Més endavant hi ha una estrofa força críptica que fa referència al déu creuant el pont de Bitfrost mentre s'està cremant.

#### Hymiskviða

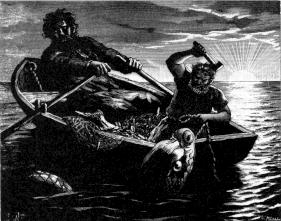
Tor i Hymir pescat. Il·lustració del 1893 per a l'edició sueca de lEdda poètica de Fredrik Sander.

Hymiskviða és un poema format per fragments de mites amb molt poca estructura, en què les escenes se succeeixen d'una forma no gaire natural. S'hi narra la preocupació d'Ægir per no tenir un calderí prou gran com per preparar-hi cervesa per a tots els Æsir que el visiten. Týr recorda que Hymir té un gran calderí, i, juntament amb Tor, es dirigeixen a casa seva.
Després que hi arribés Tor, s'atipa i no deixa res per als altres, per això han d'anar a pescar. Després es narra que utilitzant com a ham el cap d'un bou, Tor pesca la serp del Midgard, però el gegant, atemorit, talla el cordill i el déu, en veure que la seva presa se'n va, li llança el martell, fent que la serp s'enfonsés en les profunditats, tot provocant tremolors de terra. Després de tornar, el gegant reta Tor desafiant-lo a trencar una tassa màgica. Tor sabia que aquella tassa només podia trencar-se si es llançava al cap del gegant, per això la hi llançà i l'esmicolà. Més endavant el gegant els dona el gran calderí. Finalment torna a ca l'Ægir i li dona el calder perquè hi prepari cervesa.
D'altres versions semblants, tot i que menys desenvolupades, d'aquesta narració es conservaren als poemes escàldics Húsdrápá i Ragnarsdrápa, ambdós preservats a l'Edda prosaica.

#### Þrymskviða
Al poema Þrymskviða s'hi narra que el gegant Þrymr havia robat el martell de Tor, i volia Freia com a esposa com a pagament per tornar-l'hi. En comptes de Freia, els Æsir aconseguiren convèncer Tor que es vestís com una núvia i Loki com la seva criada, i ambdós, així disfressats, viatgen a Jötunheimr per a la "boda". La identitat de Tor és còmica, ja que a la cerimònia de rebuda el déu es menja un bou sencer, mentre Loki intenta donar explicacions, molt poc creïbles, per l'estrany comportament d'una dama, tot dient-hi que la seva gana és fruit del llarg viatge i de l'ansietat per la boda. Els gegants, en certa manera, accepten aquests arguments i quan planegen consagrar la unió, el gegant col·loca el martell a la faldilla de la suposada núvia, Tor l'agafa immediatament, es treu la disfressa i mata el gegant i tots els seus familiars convidats a la cerimònia.

#### Alvíssmál
A l'alvíssmál s'hi narra que la filla de Tor, Þrúðr, estava promesa al savi nan Alvíss, fet que ocorregué durant l'ausència del seu pare. El déu ideà un pla per fer fracassar els plans de matrimoni del nan. Digué a Alvíss que, ja que era molt baix, havia de demostrar la seva saviesa a canvi. El nan l'acceptà, el repte, i Tor començà una prova de preguntes i respostes que s'encarregà d'estendre fins a l'alba, així que quan sortiren els primers raigs solars el convertiren en pedra, que és el que els passava a tots els nans en contacte amb la llum.

#### Lokasenna
Al Lokasenna els déus intercanvien insults amb Loki durant una reunió celebrada a la llar d'Ægir, a la qual Loki, qui no havia estat convidat, acudeix, mata un dels servents i insulta els déus. A la traducció del poema de Lee M. Hollander, hi diu que no totes les acusacions que Loki fa eren acceptades per la tradició popular i en molts casos sembla que els déus no es molesten a refutar-les-hi.
Tor hi apareix cap al final de l'obra, després que els déus, per torns, intentessin calmar Loki i evitar així disputes a la casa de l'amfitrió, així com ho establien les regles d'hospitalitat. Tor, disposat a una acció directa, l'amenaça amb el seu martell. Loki continua burlant-se'n, narrant l'ocasió en què, durant un terratrèmol, es refugià en el dit d'un guant d'un gegant, i de la seva gula, però davant una nova amenaça de martell, Loki decideix retirar-se'n bo i reconeixent que només Tor li provocava temor, ja que era un gran guerrer.

### Edda prosaica

#### Gylfaginning
El Gylfaginning és la primera part de l'Edda prosaica i s'hi narra el viatge de Gylfi a l'Asgard, i la seva descripció dels déus, entre els quals Tor n'és mencionat:
| «                          | XXI. ...Thor és el méus noble de tots ells [els Æsir], és anomenat Thor dels Æsir, o Öku-Thor. És el més fort de tots els déus i homes. Té el seu regne a Thrúdvangar, i el seu palau es diu Bliskirnir, on hi ha 540 habitacions. És la llar més gran que coneixen els homes... Thor té dues cabres, que es diuen "dents escampats" i "escarritxadents", que tiren del seu carro, per això és anomenat Öku-Thor. També té tres coses de gran valor: el martell Mjolnir, que els gegants del gebre coneixen, quan l'alça saben que no hi ha esperança; ha esclafat molts cranis entre els de la seva raça. Té una segona cosa de molt valor: el seu cinturó de poder, i quan el cenyeix la seva força de deïtat es duplica. A més a més, té un tercer objecte: els guants de ferro, no pot agafar el martell sens ells. Però ningú no és tan savi com per narrar totes les seves fites... | » |
| — Gylfaginning, capítol 21 | |   |

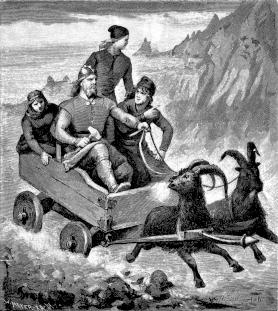
Tor i els seus companys viatjant al carro. Il·lustració del 1893 per a l'edició sueca de lEdda poètica de Fredrik Sander.

Més endavant es narra l'ocasió en què Tor emprèn un viatge juntament amb Loki cap a la terra dels gegants, Jotunheimr, per combatre-hi. Viatjant al carro, en arribar la nit s'aturen a la casa d'uns camperols sol·licitant-los hospitalitat. Tor mata les seves cabres i les prepara per sopar amb la família de pagesos. Tanmateix, el fill, Þjálfi, trenca un dels ossos, i l'endemà el déu col·loca el cuir sobre els ossos i invoca el poder del seu martell per tornar les cabres a la vida, aleshores nota que una d'elles va coixa. El noi, en veure el déu enfurismat, li explica què ha passat. Per calmar la ira del déu ell i la seva germana Röskva esdevenen servents seus.
Després d'aquest incident surt de casa dels camperols amb Loki els dos nous servents. Deixa enrere les cabres i es dirigeix a l'est, a la terra dels gegants, i creuant el mar arriben a una terra desconeguda.
Tan aviat com cau la nit cerquen refugi i es troben un saló molt gran on decideixen passar la nit. A la mitjanit s'esdevé un violent terratrèmol i aleshores Tor i els seus companys es refugien en una habitació lateral. A l'alba es troben amb un gegant dormint prop d'ells, i descobreixen que havien passat la nit en el dit del guant del gegant. Tor s'hi apropa i pregunta al gegant el seu nom. Es deia Skyrmir, i reconeix el déu immediatament, tot proposant-lo compartir els seus queviures, tot i que se n'allunya. Torna a la nit i diu a Tor que prengui menjar de la seva bossa mentre ell dorm. Això no obstant, el déu no pot desfer el nus de la bossa del gegant i, sospitant la mofa, decideix colpejar-lo amb el martell, però el gegant amb prou feines es desperta i pregunta si ha caigut una fulla.
L'endemà el gegant afanya els viatgers i els diu que han de conèixer el senyor d'aquelles terres, el gegant Útgarða-Loki. Arriben a un castell enmig d'una plana. El rei els rep al seu saló. Després convida els nouvinguts a participar en les competicions que ells proposin i el primer a acceptar-hi el repte és Loki, que diu que ningú no pot menjar tan ràpid com ell. Tanmateix, el rei crida Logi, qui menja la carn, els ossos i la taula. Després el jove Þjálfi diu que és capaç de córrer a gran velocitat, i el rei convida al repte Hugi, qui en la competició dobla la velocitat del servent de Tor. Finalment arriba el torn de Tor. Diu que ningú no pot beure com ell. Tot seguit un servent del rei li duu un corn i li diu que els grans bebedors el buiden d'un sol glop. El déu no l'hi veu pas tant, de gran, i en beu fins que queda sens aire, però el nivell de la beguda es manté gairebé constant, ho intenta dos cops més i amb prou feines el nivell baixa una mica. El rei diu sentir-se decebut, ja que havia sentit grans narracions sobre ell i el convida a aixecar el seu gran gat, però el déu ni tan sols pot aixecar-lo un pam de terra. El déu s'enutja i li diu que el presenti algú per lluitar, que s'anima a derrotar-lo. El rei crida la seva vella dona, Elli, que segons diu ha vençut molts homes. Finalment, el forcejament dura una estona fins que l'anciana derrota el déu.
Després de fer nit els viatgers estan disposats a partir sorpresos per la humiliació que havien patit, però l'endemà Útgarða-Loki els acompanya fins als afores del castell i diu a Tor que mai no havia conegut algú tan fort i que havia sentit temor del seu poder. Li confessa que tot havia estat preparat amb trucs de màgia i havien estat il·lusions òptiques, que el nus de la bossa del gegant havia estat lligat amb ferro i que el gegant era ell utilitzant trucs de màgia, i que el cop de martell havia partit en tres trosso una muntanya. També li confessà que totes les coses contra les quals havien competit es tractaven de trucs màgics, Logi, que ho cruspia tot, era en realitat una personificació del foc; Hugi, el veloç, era el seu pensament. Li diu que el va sorprendre que aconseguís abaixar una mica el corn amb la beguda, ja que estava connectat a l'oceà i que quan arribessin a la costa veurien quant havien baixat les aigües, essent això l'origen de les marees. El gat que amb prou feines havia pogut aixecar era una il·lusió de la serp del Midgard, que envolta el món i que l'havia aconseguit aixecar gairebé fins al cel. Finalment l'anciana amb la qual forcejava era la personificació de la mort.
El gegant els demana que mai no hi tornin, i el déu, amb gran ira per haver estat enganyat, decideix colpejar-lo amb el seu martell, però tot seguit el gegant i el castell desapareixen, i emprenen de nou el viatge.

#### Skáldskaparmál
Al Skáldskaparmál entre les llistes de kenningars per als déus es troben referències sobre com pot designar-se Tor.
| «                            | XI. Quines figures haurien d'emprar-se per perifrasejar el nom de Thor? Llavors: un podria anomenar-lo el fill d'Odin i Jörd, pare de Magini i Módi i Thrúdr, marit de Sif, padrastre d'Ullr, qui branda i és posseïdor de Mjolnir, del cinturó de força i de Bilskirnir; defensor de l'Asgard i del Midgard, adversari i qui sotmet els gegants i dones troll, colpejador de Hrungnir, de Geirrödr i de Thrívaldi, amo de Þjálfi i Röskwa, enemic de la serp del Midgardk, padrastre de Vingnir i Hlóra. | » |
| — Skáldskaparmál, capítol 11 | |   |

Més endavant, al text s'hi narra la història de la mort del gegant Hrungnir per part de Tor. El gegant havia desafiat Odin en una competició entre el seu cavall i el del déu. Odin venç en la carrera, però el gegant continua fins a les portes del Midgard, on el déu el convida a passar i beure cervesa. Tanmateix, el gegant s'emborratxa i comença a agraviar els déus i a desafiar-los, fins que hi arriba Tor, qui l'obliga a retirar-se'n. Tot i així el gegant desafia Tor a combatre.
La notícia s'escampà entre els gegants, qui s'adonaren que hi havia molt en joc, i varen fer un pla per ferir Tor encara que Hrungnir morís. Aleshores a Grjótúnagard crearen un enorme gegant de fang, anomenat Mökkurkálfi, a qui, a causa de la seva mida, van haver de col·locar el cor d'una euga. Hrungnir tenia un cor de pedra, de tres puntes, el cap i l'escut també eren de pedra, i la seva arma era una pedra d'esmolar. Al costat seu es trobava el gegant de fang.
Tor hi arribà amb Þjálfi, qui, en acord amb el déu, va córrer fins al gegant i li digué que el convenia aturar-se sobre l'escut perquè Tor apareixeria sota terra, i el gegant hi feu cas. El déu va aparèixer brandant el seu martell, i el gegant li llançà la seva pedra, però el cop del martell trencà la pedra i continuà fins a colpejar el cap del gegant, el qual s'esmicolà. Mentrestant, Þjálfi colpejà el gegant de fang, qui, aterrit davant la visió del déu, va morir sense combatre-hi.
Al poema escàldic Haustlöng de l'Edda prosaica, escrit pel noruec Þjóðólfur úr Hvini, també s'hi descriu com Tor mata el gegant Hrungnir, però no es fa cap menció a Þjálfi.
A l'Skáldskaparmál tamnbé s'hi narra quan Loki tallà els cabells daurats de Sif, la dona de Tor. Quan el déu va saber què havia succeït amenaçà Loki bo i dient-li que li trencaria tots els ossos si no trobava una solució per a la seva malifeta. Davant l'amenaça, Loki anà a casa dels fills d'Ivaldi, uns famosos artesans, i li feren una cabellera de prims fills d'or, la qual Sif, en veure-la, la col·locà al cap i recuperà el seu cabell natural.

## Noms
Tor és mencionat amb diferents noms en la poesia en nòrdic antic, com era costum segons l'ús de kenningars per part dels escalds.
A Nafnaþulur, una col·lecció de kenningars, hi ha una estrofa que conté un llistat de noms per al déu:
| Þórr heitir Atli ok Ásabragr, sá es Ennilangr ok Eindriði, Björn, Hlórriði ok Harðvéorr, Vingþórr, Sönnungr, Véoðr ok Rymr. | Þórr anomenat Atli i Ásabragr, Ennilangr i Eindriði, Björn, Hlórriði i Harðvéorr, Vingþórr, Sönnungr, Véoðr i Rymr. |
| Nafnaþulur, estrofa 17. | |

D'aquests noms, Atli significa <<El terrible>>; Ásabragr <<Príncep de déus>>; Ennilangr <<El de front ample>>; Björn <<Ós>>; Harðvéorr <<L'arquer fort>>; Sönnungr <<El vertader>>; Véoðr <<El protector sagrat>> i Rymr <<El sorollós>>.
Alguns d'aquests noms figuren en la poesia èddica i escàldica. Per exemple, els noms de Vingþórr <<Tor de la batalla>> i Hlórriði <<El genet sorollós>> apareixen també al Þrymskviða.

## Simbologia

### Roure de Thonar

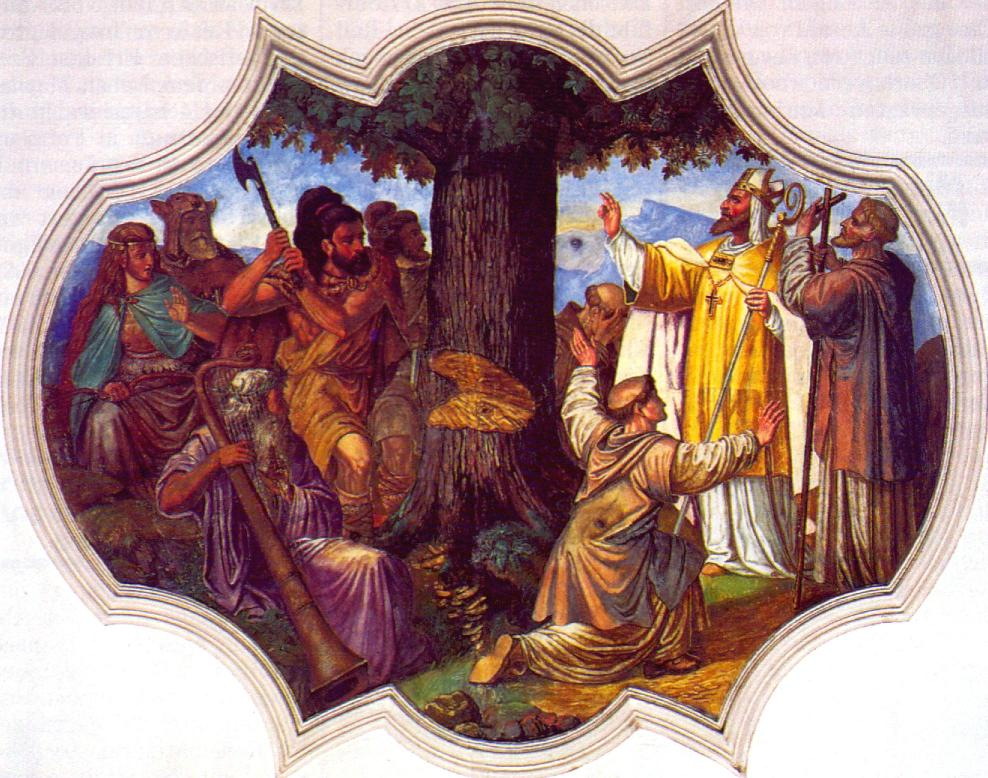
Tallada del Roure de Thonar, pintura del 1737 a Schliersee.

El *roure de Thonar (en realitat, només apareix esmentat en la forma llatina robur Iouis) era un antic arbre que es trobava a prop de l'actual vila de Geismar (Fritzlar, nord de Hessen) i era considerat sagrat per la tribu germànica dels cats, ancestres dels habitants del nord de Hessen, i un dels més importants llocs sagrats per als pagans germànics. La seva tallada l'any 723 marcà el començament de la cristianització de tribus no franques del centre d'Alemanya.
L'arbre estava situat a prop del poblat de Geismar, avui dia part de la ciutat de Fritzlar, al nord de Hessen, i era el punt principal de veneració del déu Thonar, la forma amb què les tribus germàniques meridionals coneixien el nom del déu.
Sant Bonifaci (nom que havia adoptat el monjo anglosaxó Wynfreð en rebre els ordes sagrats) hi arribà amb l'objectiu de convertir les tribus germàniques de la zona al cristianisme, emprant com a base el campament fortificat franc de Büraburg, a la riba oposada del riu Eder. Tallà el roure venerat pels habitants locals en un intent de convèncer la població de la superioritat del déu cristià per sobre de Thonar, i així convèncer-los de batejar-se i convertir-se al cristianisme. Sant Bonifaci utilitzà l'arbre del roure per construir una capella a Fritzlar, fundant-hi un monestir benedictí i establint així la primera diòcesi fora de les fronteres de l'antic Imperi Romà.

### Temple d'Uppsala
Entre el 1072 i el 1076, Adam de Bremen registrava a la seva Gesta Hammburgensis ecclesiae pontificum que hi havia una estàtua de Tor al Temple d'Uppsala narrant que:
Tor pren una posició central, amb Wotan i Frey a cada costat. Tor, d'acord amb les seves creences, governa l'aire amb els seus trons, llamps, pluja, i bon clima. És representat portant un ceptre, com molta de la nostra gent descriuen Jove.

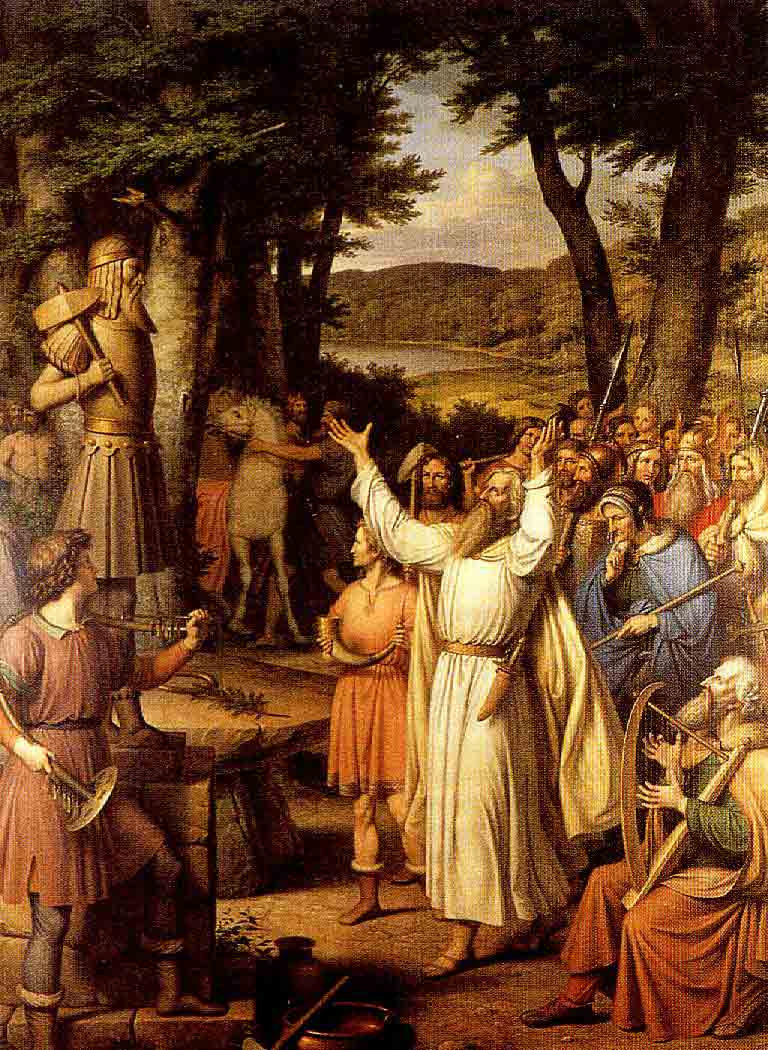
Un sacerdot (goði) guia la gent en un sacrifici a Tor. Pintura de J.L. Lund.

### Vot de baptisme saxó
Tor és mencionat en un vot de baptisme en saxó antic al Codex Vaticano pal. 577 juntament amb Odin i Saxnot. El vot és del segle viii o ix i el seu objectiu era cristianitzar els pagans:
ec forsacho allum dioboles uuercum and uuordum, Thunaer ende Uuöden ende Saxnote ende allum them unholdum the hira genötas sint
Traducció:
Jo renuncio a totes les paraules i feines del diable, Tor, Odin i Saxnot, i a tots aquests demonis que són els seus associats.

### Dia de Tor
Þunor, el seu nom en anglosaxó, va donar lloc al nom del dia Þunresdæg, que significa "el dia de Þunor", que en anglès modern és thursday (dijous). Þunor també és l'origen de la paraula anglesa thunder (tro).
El "dia de Tor" en nòrdic antic és Þórsdagr, en feroès Hósdagur, en anglès Thursday, en alemany Donnerstag, en neerlandès Donderdag, en finès Torstai i en suec, danès i noruec Torsdag.
El dia fou considerat de gran importància en la setmana, tant que encara en dates tardanes, com el segle vii, on Eloi de Noyon recriminava la seva congregació a Flandes per continuar amb les seves pràctiques natives de reconèixer el dia dijous com un dia sagrat tot i després de la cristianització.

## Registre arqueològic

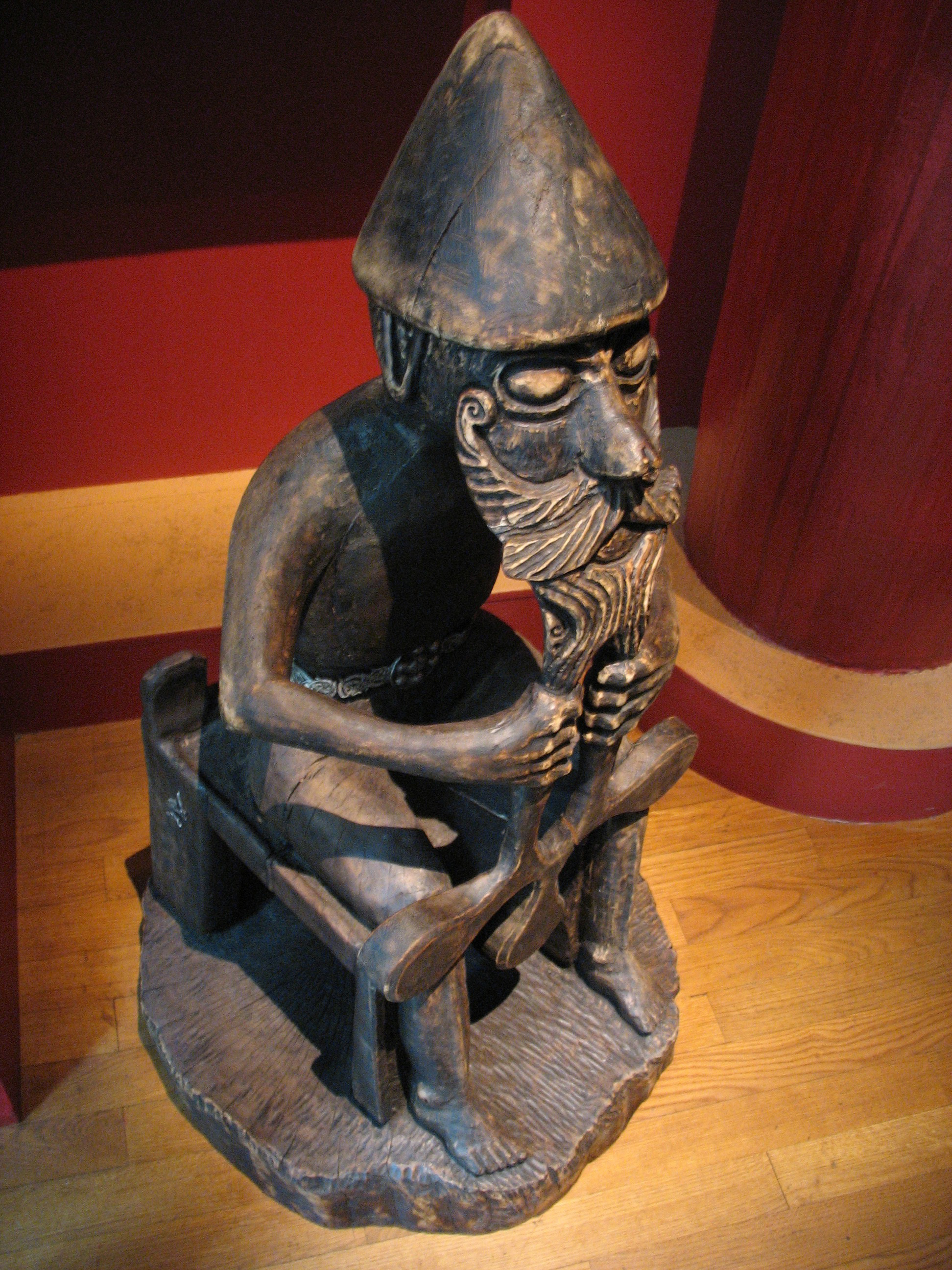
Còpia d'una estàtua de Tor del trobada a Islàndia.

Tor fou una deïtat molt popular per als pobles germànics i nombroses representacions del déu i de les seves fites sobrevisqueren molts anys de destrucció natural i intencionada.

### Estàtua islandesa
A Islàndia, en una granja prop d'Akureyri, s'hi trobà una estàtua de bronze d'uns 6,4 cm de Tor, assegut, que data d'aproximadament el segle x, i que es troba en exhibició al Museu Nacional d'Islàndia. Tor es troba aferrant el martell, esculpit en la forma típica islandesa: en forma de creu.

### El peroné de Nordendorf
El peroné de Nordendorf és un os humà tallat, d'origen alamans, que data del segle vii. Fou trobat a Nordendorf, prop d'Augsburg, Baviera, i té en futhark antic una inscripció mencionant Donar, el nom germànic occidental per a Tor. Té la inscripció de logaþore wodan wigiþonar. La primera paraula, logaþore, originàriament es creia que podia tractar-se del nom d'un déu, però molt probablement significa "mags"; la segona, wodan, és un dels noms del déu Odin, i la tercera, wigiþonar, és una paraula composta: wigi significa "lluitador" i þonar és Donar. Com que fou esculpida durant el procés de cristianització, probablement el seu objectiu era abjurar dels déus pagans qualificant-los de mags.

### Còpies emblemàtiques de Miòlnir
Les còpies emblemàtiques de Miòlnir foren àmpliament populars a Escandinàvia i s'utilitzaren en blóts i altres cerimònies sagrades com les bodes. Moltes d'aquestes còpies es troben també a les tombes i tenen un llaç per poder emprar-les com a penjolls per al coll. Foren descobertes majorment a les zones amb una forta influència cristiana, com el sud de Noruega, el sud-est de Suècia, i a Dinamarca. Cap a la fi del segle x aquestes còpies apareixen amb una major uniformitat en el disseny de mjölnir sobre els segles anteriors: això suggereix que s'emprava com un accessori per desafiar la creu cristiana.

### Runes i imatges

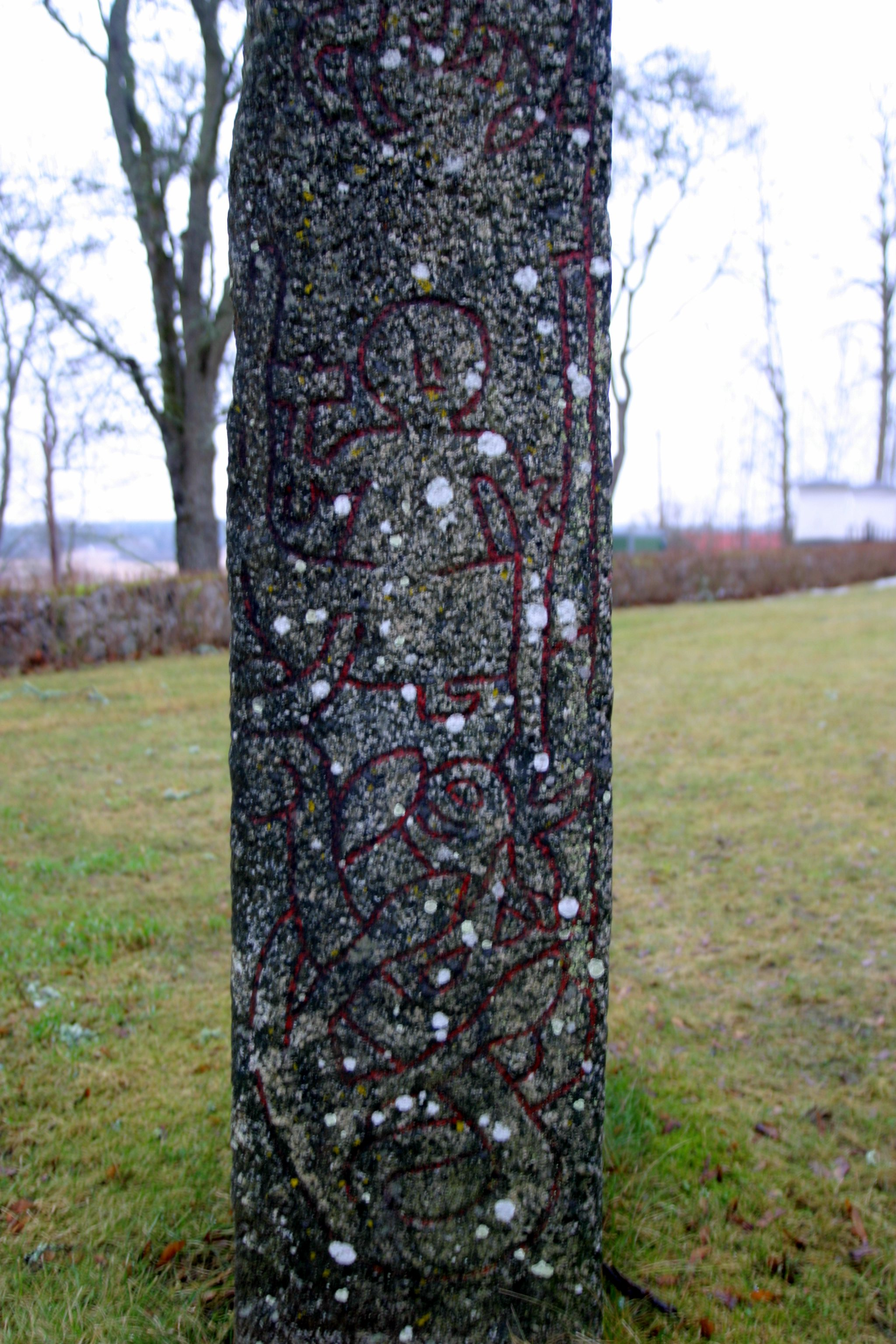
La piedra d'Altuna descriu Tor trencant la barca lluitant contra Jörmungandr.

La majoria de les pedres rúniques foren erigides durant el segle xi i per això coincideixen amb la cristianització d'Escandinàvia. Tret de la pedra rúnica Altuna, que descriu un mite de Tor, només hi ha sis inscripcions rúniques que sembla hi fan referència i cinc d'elles ho fan invocant-lo per consagrar les pedres. Tres de les inscripcions es troben a Suècia: la pedra de Rök, Sö 140 i la pedra de Velanda; i tres a Dinamarca: Dr 100, Dr 220 i la pedra de Glavendrup.
La lluita de Tor amb la serp del Midgard és registrada al Hymiskviða i es pot trobar representada en nombroses imatges en pedres i esteles rúniques a Anglaterra, Dinamarca i Suècia.
Al poblat anglès de Gosforth, Cúmbria, es troben les restes d'una pedra tallada el segle x que representa Tor i Hymir pescant juntament amb nombroses representacions nòrdiques.
A Dinamarca, una església en el petit poble nòrdic de Hørdum té les restes d'una pedra que descriu Tor i Hymir en el viatge per pescar la serp del Midgard. Tor està emprant un distintiu casc amb punta que també s'ha trobat en altres representacions i ha agafat la serp del Midgard mentre Hymir seu al costat seu.
A Suècia hi ha dues pedres que descriuen aquesta llegenda. Foren creades en algun moment entre els segles viii i xi, la part inferior esquerra de la pedra d'Ardre a Gotland ha estat de vegades interpretada com la descripció no només del viatge de la pesca, sinó també referència a la prèvia mort del bou que fou utilitzat com a ham, probablement com a part d'una versió anterior de la narració. La pedra d'Altuna a Uppland descriu Tor pescant la serp del Midgard. Tot i que Hymir no hi apareix, notablement destaca el peu de Tor trencant el terra de la barca durant la intensa lluita.

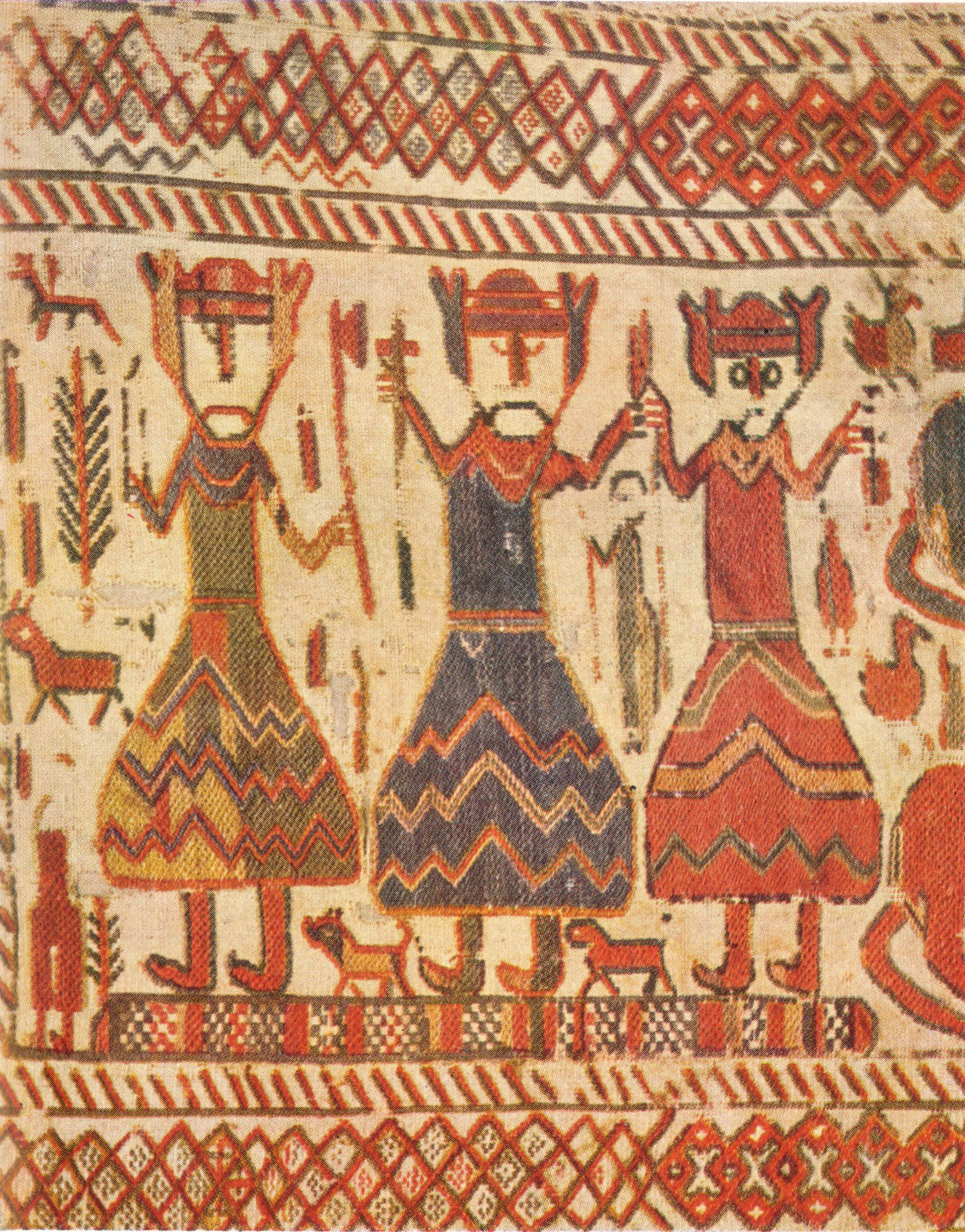
El tapís de l'església Skog mostra, des de l'esquerra, Odin, Tor, amb el seu martell, i Freyr.

### Tapís de l'església de Skog
Una part del tapís suec del segle xii, de l'església de Skog, representa tres figures de vegades interpretades com a al·lusions a Odin, Tor i Freyr. Les figures coincideixen amb les descripcions del segle xi de la disposició d'estàtues registrades per Adam de Bremen al temple d'Uppsala i registres escrits dels déus durant l'època vikinga tardana. El tapís és originari d'Hälsingland, Suècia, i es troba al Museu Nacional Suec d'Antiguitats.

### Amulet de Kvinneby
L'amulet de Kvinneby inclou inscripcions rúniques. Hi ha diferents teories sobre les paraules exactes de la inscripció, però totes elles coincideixen que Tor és invocat perquè protegeixi amb el seu martell. D'acord amb Rundata, la inscripció diu:
| « | Aquí tallí protecció per a tu, Bófi, amb/……… a tu és segura. I que el llamp mantingui tot el mal lluny de Bófi. Que Þórr el protegeixi amb el seu martell que vingué de la mar. Allunya't de la maldat! Tu no n'obtindràs res, de Bófi. Els déus són sota ell i sobre ell. | » |

L'amulet fou trobat a mitjans dels anys 50, enterrat al sòl del poblat de Södra Kvinneby a Öland, Suècia. L'amulet és un quadrat de coure que fa aproximadament uns 5 cm de costat. Prop d'uns dels costats hi ha un forat, per això se'n dedueix que es feia servir com a penjoll per al coll.

## Cultura popular
Tor, sota el nom alemany de Donner, apareix al cicle d'òperes de Richard Wagner: Der Ring des Nibelungen. Això feu que molts el retractessin basant-se en la interpretació del compositor, tot i que alguns van prendre models previs. D'altres versions del déu han estat presents en música, literatura, històries i televisió. Una de les que van tenir més d'èxit és la versió superheroica creada per Stan Lee i Jack Kirby el 1962, i que encara es publica. La cançó de KISS God of Thunder parla indirectament de Tor, ja que ell és el déu del tro.

## Epònims

### Topònims

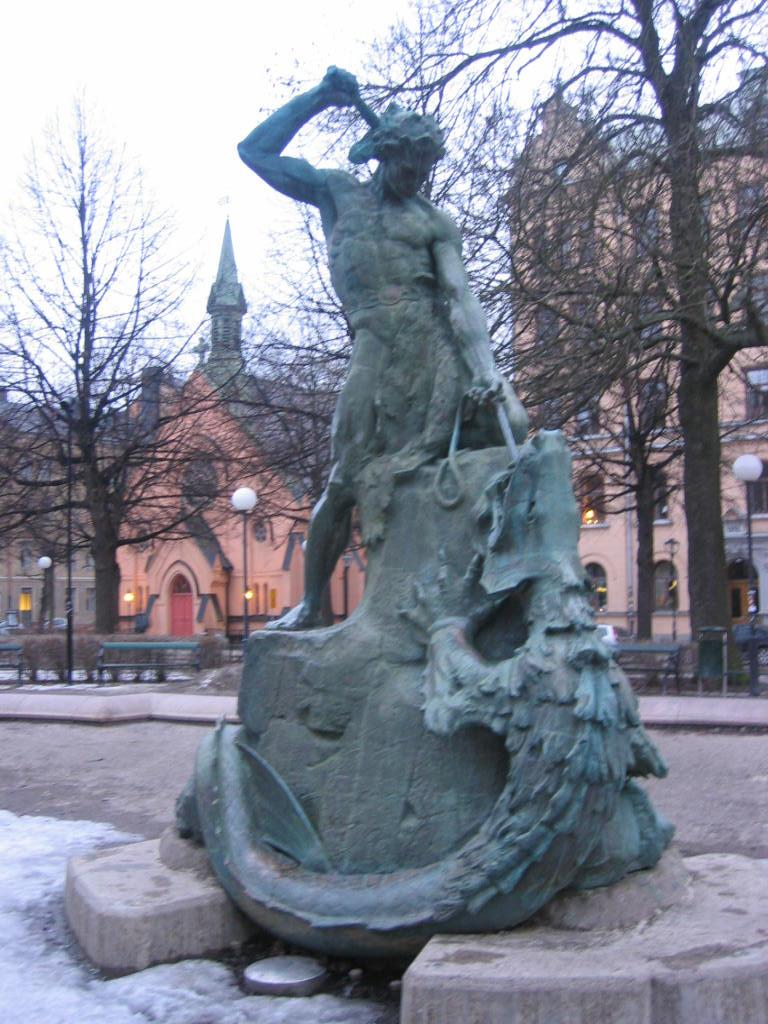
"Tors fiske", estàtua sobre la lluita de Tor amb Jörmundgander, a Mariatorget, Estocolm, Suècia.

En ésser un déu molt popular entre les diferents tribus germàniques, moltes localitats foren nomenades en honor seu:
- Erm de Torsberg, Alemanya (turó de Tor) és una antiga ubicació amb una gran quantitat d'objectes de rituals dipositats allà entre els anys 1 i 4 aC pels angles.
- Tórshavn, illes Fèroe (port de Tor).
- Terra de Tor (Groenlàndia)
- El nom de Tor apareix en connexió amb arbrades sagrades (Lundr) a llocs de Suècia, Dinamarca i Noruega.[67]
- Hi ha un nombre de llocs amb noms en anglosaxó associats amb Tor a Anglaterra, com Þunre leah, que significa "arbrada del tro", i Thundersley a Essex, Anglaterra.[67]
- Un "bosc de Tor" va existir als bancs del nord de Liffey, Irlanda, als afores de Dublín, fins a l'any 1000, quan fou destruït en un mes per Brian Boru, qui s'interessà particularment a talar-ne els roures.[68]

### Miscel·lània
- L'element químic Tori, descobert el 1828 pel suec Jöns Jakob Berzelius, va rebre aquest nom en honor del déu.
- La nebulosa NGC 2359, a causa del seu aspecte, porta el nom de Casc de Tor.
- Hi ha un superheroi de Marvel Comics creat el 1962 per Jack Kirby i Stan Lee inspirat en el personatge mitològic.
- Al videojoc Tomb Raider: Underworld, el novè de la saga, la història gira al voltant del mite de Tor i la recerca del seu martell Miòlnir.
- A la sèrie d'anime Yu-Gi-Oh! 5D's, una de les cartes dels Déus Polars fa honor a Tor.